# Oxford Calculators

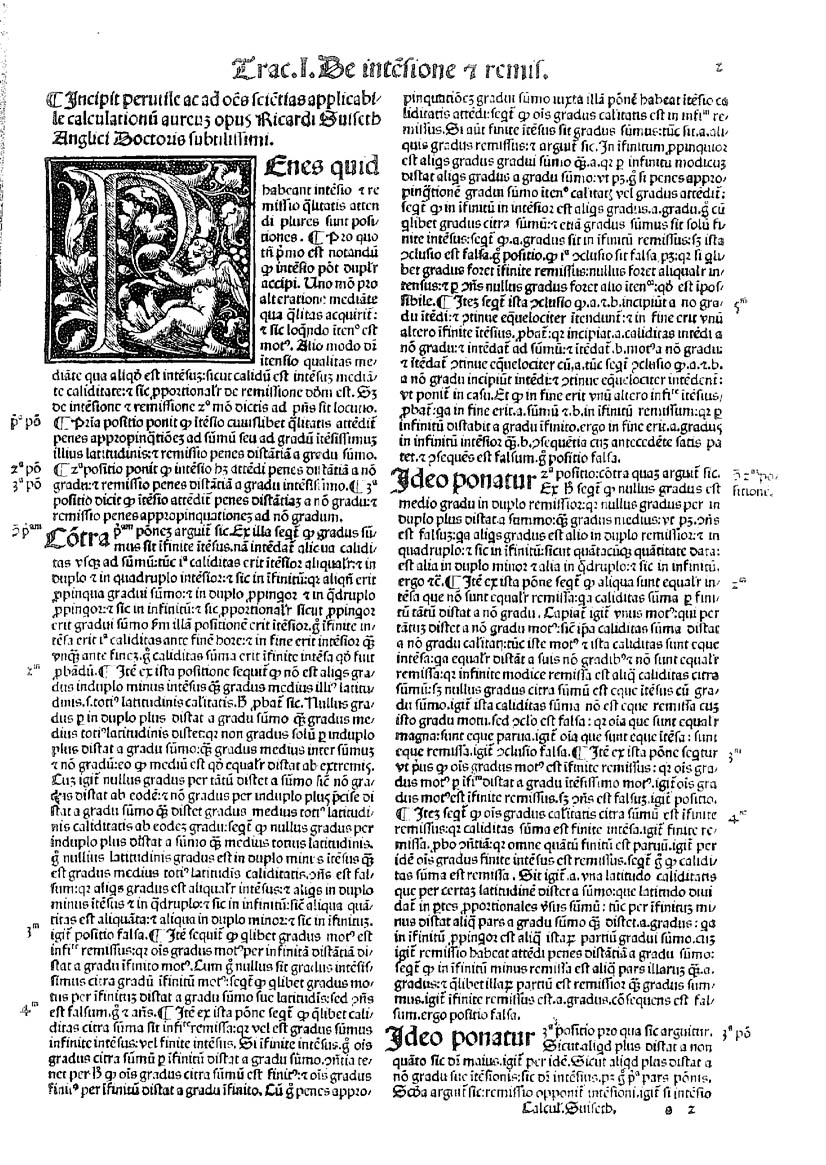
Richard Swineshead, Calculator, 1520

De Oxford Calculators waren een groep van 14de-eeuwse denkers, die bijna alle verbonden waren aan Merton College, een van de colleges van de Universiteit van Oxford, die een opvallend logisch-wiskundige benadering van filosofische problemen kozen. De belangrijkste "calculators", die in het tweede kwartaal van de 14e eeuw schreven, waren Thomas Bradwardine, William van Heytesbury, Richard Swineshead en John Dumbleton. Deze mannen bouwden voort op iets eerder werk van Walter Burley en Gerard van Brussel.

## Natuurwetenschappen
De Oxford Calculators maakten een onderscheid tussen de kinematica en de dynamica, waarbij zij de nadruk legden op de kinematica, en zij het verschijnsel snelheid op een bepaald moment onderzochten. Zij waren de eersten die de stelling van de gemiddelde snelheid formuleerden: Een lichaam, dat zich met een constante snelheid beweegt, legt in dezelfde tijd dezelfde afstand af als een versneld lichaam, waar de snelheid [van het met constant snelheid bewegende lichaam] de helft is van de eindsnelheid van het versnelde lichaam. Zij toonden deze stelling - het fundament voor de "De wet van de vallende lichamen" - aan lang voordat Galileo Galilei, aan wie deze stelling in het algemeen wordt toegeschreven, dit deed.
De wiskundig natuurkundige en wetenschapshistoricus Clifford Truesdell schreef:

De nu gepubliceerde bronnen bewijzen ons, zonder enige twijfel, dat de belangrijkste kinematische eigenschappen van eenparig versnelde bewegingen, die in de literatuur nog steeds worden toegeschreven aan Galileo Galilei reeds werden ontdekt en bewezen door geleerden van Merton College .... In principe werden de kwaliteiten van de Griekse natuurkunde vervangen, althans voor wat betreft bewegingen, door numerieke grootheden. Dit heeft de westerse wetenschap sinds die tijd bepaald. Het werk [van de Oxford Calculators] verspreidde zich snel naar Frankrijk, Italië en andere delen van Europa. Bijna onmiddellijk vonden Giovanni di Casali en Nicole Oresme hoe deze resultaten konden worden weergegeven door meetkundige grafieken, waarmee de verbinding tussen de meetkunde en de fysieke wereld werd geïntroduceerde, een tweede kenmerkende karakteristiek van het westerse denken ...

In Tractatus de proportionibus (1328) bereidde Thomas Bradwardine de theorie van de verhoudingen van Eudoxus van Cnidus uit en anticipeerde hij het concept van de exponentiële groei, dat later door Jakob Bernoulli en Leonhard Euler werd ontwikkeld, met samengestelde interest als een speciaal geval. Argumenten voor de stelling van de gemiddelde snelheid (boven) vereisen echter het moderne concept van de limiet, zodat Bradwardine het moest doen met de argumenten die in zijn tijd beschikbaar waren. De wiskundige en historicus van het wiskundig denken, Carl O. Boyer schreef, "Bradwardine ontwikkelde de Boethiaanse theorie van de dubbele, driedubbele, of meer in het algemeen, wat wij de 'n-dubbele' verhouding zouden noemen".
Boyer schrijft ook dat "de werken van Bradwardine een aantal fundamenten van de trigonometrie bevatten die zijn overgenomen uit moslim bronnen". Toch slaagden "Bradwardine en zijn collega uit Oxford er niet helemaal in de doorbraak naar de moderne wetenschap te maken" (Cantor 2001, blz. 122). Het meest essentiële stuk ontbrekende gereedschap was de algebra.

## Voetnoten
1. ↑  Clifford Truesdell, Essays in The History of Mechanics, (Springer-Verlag, New York, 1968)